# جيمس آر. فيتزجيرالد
جيمس آر. فيتزجيرالد (بالإنجليزية: James R. Fitzgerald)‏ هو مُنَمِّطٌ الجاني، ولغوي جنائي، ومؤلف. ولد في 24 يونيو 1953 في فيلاديلفيا، بنسيلفينيا. وهو عميل متقاعد من مكتب التحقيقات الفيدرالي واشتهر بدوره في تحقيق يونابام "UNABOM"، والذي أدى إلى اعتقال وإدانة تيد كازينسكي.

## عمله في تطبيق القانون
بدأت مسيرة فيتزجيرالد المهنية في مجال تطبيق القانون في عام 1976 كضابط شرطة في بلدة بنسالم بولاية بنسلفانيا. في عام 1987، تم ترقيته إلى رتبة رقيب بعد مرور أحد عشر عاما من العمل في الشرطة المحلية. بعد تخرجه من أكاديمية مكتب التحقيقات الفدرالي في كوانتيكو بولاية فيرجينيا، تم تعيين فيتزجيرالد في فرقة العمل المشتركة لسرقة البنوك التابعة لقسم نيويورك الميداني. في عام 1995، تمت ترقية فيتزجيرالد إلى ملف التعريف الجنائي في المركز الوطني لتحليل الجريمة العنيفة، والتي أصبحت فيما بعد وحدة التحليل السلوكي التابعة لمكتب التحقيقات الفيدرالي. من خلال عدد لا يحصى من التحقيقات في جرائم القتل والاغتصاب المتسلسل والابتزاز والاختطاف والعنف في مكان العمل، صقل فيتزجيرالد مهاراته في اللغويات الجنائية وتقييم التهديدات، وهي التخصصات التي تم استخدامها في تحقيقتيد كازينسكي والمعروف أيضا باسم «مفجر الجامعات والطائرات» "UNABOM". كان عمله في تحديد سمات مؤلف بيان اليونابومبر المؤلف من 35000 كلمة اساسيا لحل القضية.
كان فيتزجيرالد مسؤولًا أيضًا عن تطوير برامج وأدوات تدريبية لتحسين قدرات تقييم التهديدات لمكتب التحقيقات الفيدرالي. من بينها قاعدة بيانات تقييم التهديد المتصل (CTAD)، وهو مستودع بيانات مفهرس بشكل شامل يتكون من كل تهديد واجهه تحقيقات مكتب التحقيقات الفدرالي.

## بعد التقاعد
ظل فيتزجيرالد نشطًا في مجالات التنميط الجنائي وعلم اللغة الشرعي منذ تقاعده من مكتب التحقيقات الفيدرالي سنة 2007، شغل مناصب كأستاذ مساعد في كل من جامعة هوفسترا في هيمبستيد، جامعة ستوكتون في بومونا، وجامعة كاليفورنيا بنسلفانيا. يواصل العمل كمستشار خاص ومستشار تقني للإنتاج الإعلامي الحر، مثل مسلسل عقول إجرامية. عمل فيتزجيرالد كمنتج استشاري في مسلسل مطاردة اليونابومبر على قناة ديسكفري عام 2017، والذي يظهر الممثل سام ورذينجتن في دور جيمس «فيتز» فيتزجيرالد، الذي وصفه فيتزجيرالد بأنه «شخصية مركبة» للعديد من المحققين في القضية.